# Emamode Edosio
Emamode Edosio, plus connue sous le nom d'Ema Edosio, est une cinéaste nigériane .
De retour au Nigeria, après des études aux États-Unis, elle réalise plusieurs films, notamment Kasala!, apportant dans les productions de Nollywood une approche et un ton nouveau.

## Biographie
Edosio est née dans un foyer chrétien. Elle  grandit à Lagos, dans une famille de neuf enfants. Son père est architecte et sa mère est avocate. Elle commence ses études à la Loral Nursery and Primary School, Festac town, Lagos, puis au Federal Government College, Odogbolu, pendant quelques années, avant de terminer ses études secondaires à la S-tee Private Academy, Festac Town. Elle mène ensuite des études supérieures en partie au nigéria, en partie aux Etats-Unis. Elle obtient une licence en informatique à l'université Olabisi-Onabanjo, avant d'étudier la réalisation de films numériques à la New York Film Academy (NYFA) et le cinéma au Motion Picture Institute of Michigan,.
Elle rentre au Nigéria en 2013. Ema Edosio y travaille pour des réalisateurs de vidéoclips comme Clarence Peters (en) et sa société de production, ou pour des artistes comme 2Baba. Devenue directrice de photographie et réalisatrice indépendante, elle est mise à contribution par des chaînes comme Hip Hop TV (en), Ebonylife TV (en), ou encore la BBC. 
Ema Edosio retourne en formation à Abuja pour étudier la cinématographie. Elle réalise ensuite des films comme Joy Ride, Ochuko et Kasala !. Kasala !  est particulièrement remarqué. Ce film inclut dans sa distribution des acteurs tels que Jide Kosoko ou encore Judith Audu. C’est un long métrage de fiction, une comédie frôlant le drame sur la jeunesse africaine dans une grande ville nigériane, sur le sens de l'amitié et le sens de la « débrouille » de cette jeunesse,. Loin des quartiers chics retenus souvent comme décor dans les comédies de Nollywood pour faire rêver, « Kasala! sent la sueur, la poussière, la marijuana, la viande avariée et l'huile de moteur ». Ce côté réaliste apporte de la fraîcheur et de l’authenticité dans les productions de Nollywood. Ce film est présenté dans plusieurs festivals et remporte le  prix du public lors de l'édition 2018 du Festival international du film d'Afrique (l'AFRIFF). Le film n'est pas accepté par les cinémas nigérians dans un premier temps mais la reconnaissance internationale acquise dans les festivals internationaux convainc les distributeurs de le proposer au public en décembre 2018. Il est également diffusé sur Netflix en 2020,,. En 2022, elle diffuse un nouveau long métrage, Otiti, présenté à la Fespaco 2023,.